# آني إيلونزيه
آني إيلونزيه (بالإنجليزية: Annie Ilonzeh)‏ هي ممثلة أمريكية، ولدت في 23 أغسطس 1983 في الولايات المتحدة.

## أعمال

### أفلام
- (2009) هو ليس معجبا بك فحسب[5][6]
- (2017) كل العيون عليّ.[7]

### مسلسلات
- كيف قابلت أمكما
- ملائكة تشارلي

## وصلات خارجية
- آني إيلونزيه على موقع IMDb (الإنجليزية)
- آني إيلونزيه على موقع ألو سيني (الفرنسية)
- آني إيلونزيه على موقع أول موفي (الإنجليزية)
- آني إيلونزيه على موقع قاعدة بيانات الفيلم (الإنجليزية)
- آني إيلونزيه على موقع كينوبويسك (الروسية)